# Die irre Heldentour des Billy Lynn
Die irre Heldentour des Billy Lynn (englischer Originaltitel: Billy Lynn’s Long Halftime Walk) ist ein Roman des US-amerikanischen Schriftstellers Ben Fountain, der die Erlebnisse von Soldaten einer kleinen Militäreinheit schildert, die während des Irakkriegs vom Pentagon auf eine Propagandareise durch die USA geschickt werden und danach in den Krieg zurückkehren. Der Roman erschien in den Vereinigten Staaten im Mai 2012. Von Pieke Biermann in die deutsche Sprache übersetzt, wurde er im Jahr 2013 vom Deutschen Taschenbuch Verlag herausgegeben.
Der Roman wurde 2012 mit dem National Book Critics Circle Award und dem Los Angeles Times Book Prize ausgezeichnet und in einer Umfrage der BBC zu einem der besten 20 Romane des beginnenden 21. Jahrhunderts gewählt.

## Handlung
Der Zeitpunkt der Handlung wird nicht ausdrücklich genannt, aus den geschilderten Umständen lässt sich jedoch schließen, dass die Handlung im Jahre 2004 spielt.
Acht Soldaten der Einheit „Bravo Squad“, zu der der erst 19 Jahre alte Billy Lynn gehört, sind an Thanksgiving als Ehrengäste zu einem Football-Spiel der Dallas Cowboys eingeladen. Die Einheit befindet sich auf einer von Shopping-Centern zu Skateboard-Parks führenden Propagandatour durch die USA: Ein Fernsehteam des Fernsehsenders Fox machte zufällig Aufnahmen, als diese bei einem zu einer Schlacht stilisierten Gefecht eine feindliche Elitetruppe ausschaltete. In diesem kurzen Filmchen wird Billy Lynn unter anderem gezeigt, wie er in einem spektakulären Gefecht mit einer Hand schießend einen getroffenen Kameraden verarztet. Der verletzte Soldat überlebt nicht, die Einheit wird jedoch seit Ausstrahlung dieser Aufnahmen im US-amerikanischen Fernsehen in ihrem Heimatland für ihren Einsatz frenetisch gefeiert.
Die Einladung zu dem Football-Spiel ist die letzte Etappe ihrer Propagandatour, bevor die Soldaten zum Kriegseinsatz in den Irak zurückkehren müssen. Während die jungen Soldaten in der VIP-Lounge mit Personen feiern, die einer für sie nicht erreichbaren Einkommensschicht angehören, reflektiert Billy Lynn über seine Kindheit, den dramatischen Tod seines Kameraden in seinen Armen, den unwirklichen Trubel um sie, in dem ihnen Menschen, für die der Krieg weit weg ist, die immer gleichen Fragen stellen. Es kommt zu einer kurzen Romanze zwischen Billy Lynn und einer der Cheerleaderinnen der Dallas Cowboys. Diese ist schockiert, als Billy Lynn ihr von seinem Traum erzählt, nicht wieder in den Krieg zurückkehren zu müssen. Sie verspricht ihm, auf ihn zu warten. Billy Lynn dagegen ist sich sicher, dass keiner von den Personen, die ihn gerade euphorisch gefeiert haben, bereit wäre, Jahre auf seine Rückkehr zu warten. Verständnis findet er nur bei seinen Kameraden, die mit ihm in den Krieg zurückkehren.

## Rezensionen
Tobias Becker nennt in einer Rezension für das Nachrichtenmagazin Der Spiegel den Roman eine vergnügliche Satire auf all das, was die Mainstream-Phantasie der USA befeuere: Krieg und Religion, Fernsehen und Football. Dieser politische Roman lege aber offen, was Krieg und Religion, Fernsehen und Football sonst notdürftig kaschiere: die kapitalistische Klassengesellschaft. In dem Roman werden unter anderem Soldaten, die für ein Jahresgehalt von 14.800 USD (also ca. 1100 € im Monat) ihr Leben aufs Spiel setzen, mit Personen konfrontiert, die für einen Morgenmantel 400 US-Dollar (ca. 350 €) ausgeben. Becker bezeichnet den Roman als literarisches Pendant zum klassischen Oscar-Kandidaten: formal unambitioniert, aber moralisch auf der richtigen Seite und nennt ihn Massenunterhaltung mit Anspruch.
Theo Tait äußert sich in seiner Besprechung für die britische Zeitung The Guardian positiver als der Rezensent des Spiegels. Tait nennt den Roman zornig und begeisternd, lustig und ambitioniert. Tait greift auf, dass der Roman von dem Autor Karl Marlantes mit Catch-22, dem bekannten Antikriegsroman von Joseph Heller, verglichen wurde, verweist aber darauf, dass wenig an der Handlung mit Catch-22 vergleichbar sei. Tait erinnert viel mehr daran, dass der Roman an Episoden aus Filmen und Romanen anknüpfe, die zu unserem kulturellen Gedächtnis gehören: die Playboybunnies-Szene in dem Film Apocalypse Now, die militärischen Desaster in Stanley Kubricks Film Full Metal Jacket, Norman Mailers Analyse US-amerikanischer Berühmtheiten und die Baseball-Szene in Don DeLillos Roman Underworld. In seiner geschickten, postmodern geprägten Verarbeitung einer von Medien dominierten Welt erinnere der Roman an die Werke bekannterer Autoren wie Jonathan Franzen und David Foster Wallace. Kritisch merkt Tait jedoch an, dass die Handlung des Romans insgesamt dünn sei und die einzelnen Szenen nicht immer trage. Er ist außerdem der Auffassung, dass Ben Fountain seiner Hauptfigur Billy Lynn eine Reflexionsfähigkeit und Wortwahl unterstelle, die sich nur schwer mit der Vorstellung eines jungen Mannes vereinen lasse, der frühzeitig die Schule beendet habe.
Auch Geoff Dyer greift in seiner Besprechung für die New York Times den Bezug auf Catch-22 auf und verweist auf eine Episode, die direkt aus diesen Roman stammen könne. Die geplante Verfilmung des Kriegseinsatzes von Bravo Squad findet Finanzierer nur dann, wenn ein bekannter Filmstar unterschreibt, dass er in dem Film mitspielen werde. Es unterschreibt aber kein bekannter Filmstar, solange der Film noch keinen Finanzierer hat. Dyer bescheinigt dem Roman sprachliche Schwächen auf den ersten fünfzig Seiten. Er versichert aber, dass der Roman danach sich nicht nur zu einem sprachlichen Feuerwerk entwickele, sondern der Leser zu diesem Zeitpunkt eine solche Zuneigung zu dem grundanständigen Billy Lynn und seinen sieben noch lebenden Kameraden gefasst habe, dass er den Roman nicht mehr weglegen könne. Zusammenfassend nennt er den Roman eine großartige und erfreuliche Leistung.

## Verfilmung
Der zweimalige Oscar-Gewinner Ang Lee führt bei der für 2016 angekündigten  Verfilmung Regie. Die Dreharbeiten begannen im April 2015, Drehorte waren unter anderem Atlanta und der Mittlere Osten. Zu den Schauspielern, die in dem Film mitspielen werden, gehören Garrett Hedlund, Kristen Stewart, Vin Diesel, Steve Martin, Chris Tucker und Ben Platt. Die Rolle des Billy Lynn wird von dem noch nicht bekannten Schauspieler Joe Alwyn gespielt.

## Veröffentlichungen
- Billy Lynn’s Long Halftime Walk. Novel, HarperCollins, New York 2012, ISBN 978-0-06-088559-5.
  - Dt: Die irre Heldentour des Billy Lynn. Roman. Aus dem Amerikanischen von Pieke Biermann, dtv premium, München 2013, ISBN 978-3-423-24994-2.